# ギブソン (楽器メーカー)
ギブソン・ブランド法人企業（英語: Gibson Brands, Inc.、旧名 : Gibson Guitar Corporation）は、アメリカ・テネシー州ナッシュビルに本拠を置く楽器メーカー。主にエレクトリック・ギター、アコースティック・ギターを製造している。

## 概要
アコースティック・ギター、エレクトリック・ギターの他にフラットマンドリン、バンジョー、アンプ、弦、ストラップ、ピックなども製造しており、業界において世界で極めて著名な会社の一つである。
子会社には、クレイマーとスタインバーガー、ヴァレー・アーツおよびベースギター専門のトバイアス、ピアノのボールドウィン、エフェクターおよびMIDI機器製造のオーバーハイム、ドラム製造のスリンガーランド がある。
その他関係する会社として、ナッシュビルへ移転する前の従業員により設立されたヘリテージがある。その他、メンフィスにおいても、カスタム・ギターの製造・販売を行っている。
2018年5月、過剰な債務が経営を圧迫したため経営破綻し、連邦倒産法第11章の適用を申請。同年11月、コールバーグ・クラビス・ロバーツ傘下となり再建された。

## 沿革
その創業は、職人であったオーヴィル・ヘンリー・ギブソン, 1856年 - 1918年)が、1894年に、ミシガン州カラマズーでマンドリン製作を始めたことに遡る。
1902年には、販売会社として、the Gibson Mandolin-Guitar Mfg. Co, Ltd. （ギブソン社）が設立される。オーヴィルは、自らの意思で経営を筆頭株主だったジョン・W・アダムスらに任せ、1908年以降、ブランド名と彼が取得した特許の使用料として年俸500ドルを受け取るのみで、コンサルタントとして工場に出向いて製作上のアドバイスをする以外に会社経営にはまったく関わることはなかった。1907年から1911年にかけ、入退院を繰り返し、1916年カラマズーを離れ再び入院し、1918年に死去した。
1920年代から1930年代にかけ、ギブソン社は、数々のギターのデザイン革新に貢献し、特に当時在籍していたルロイド・ロアーの設計によるモデルL5により、アーチトップ・ギターのトップ企業となった。また、1923年にロイドが製作したF5のマスターモデルのフラットマンドリンを、ブルーグラスミュージックの父とされるビル・モンローが使用していたため、ロイドが当時製作したマンドリンは市場で数千万円という価格で取引されている。
1936年には、一般的には世界初コマーシャル・ベースのエレクトリック・ギターであるモデル、ES-150を発売した。1944年、シカゴ・ミュージカル・インストゥルメンツ社がギブソン社を傘下にする。
1952年、ギブソン社はギタリストのレス・ポールとの共同でソリッドギターを設計、レスポールモデルとしてフェンダー社のストラトキャスターと共に、エレクトリック・ギターのスタンダードとなる。その後、1950年代末においてエクスプローラー、フライングVといったシリーズを発表、突飛なデザインのものでモダニステックギターと呼ばれた。世には出なかったが、モダーンやフューチュラといったモデルが、図面やごく少数プロトタイプで存在する。他にも、セミアコースティックES-335や、当時在籍していたセス・ラヴァーが開発した、ハムバッキングピックアップ（通称：P.A.F、このピックアップの背面に特許出願中の意であるPatent Applied Forと書かれたシールが貼られていたことから）の導入といった数多くの革新的な製品を世に送ることとなる。レス・ポールモデルは、1961年にフルモデルチェンジによりダブルカッタウェイの薄い一枚板ボディになり販売されたが、レス・ポール本人はこれを気に入らず、レスとギブソン社との契約は一時期途切れた。このソリッドボディのギターはSGとして販売され続けている。
その後、エリック・クラプトンやピーター・グリーンなど、著名ミュージシャンがオリジナル形状のレス・ポールモデルをこぞって使ったことが要因となり、中古市場も高騰するほどの強い支持の下、人気に後押しされるようにレス・ポールとの再契約の上、1968年後半にオリジナルを再発売、SGはレスポールとは異なる別モデルとなった。しかし、完全にオリジナル通りのスペックでの再発はさらに数年を必要とすることになる。現在も生産され続けるレスポールとSGはともに、ハードロックギタリストに非常に人気がある。その一方でバンジョー業界でも、ブルーグラスバンジョーの祖として知られているアール・スクラッグスが使用していたバンジョーを同じインレイ、装飾でスクラッグスモデルとして販売した。このバンジョーは現代でも根強い人気を持っている。
1969年、ECL（Ecuadorian Company Limited、後のNorlin社）社という中米パナマのビールやセメントなどの複合企業がギブソンを買収する。
なお全然ギブソン社自体の歴史ではないが、1960年代後半から、日本市場ではギブソン社のギターの模倣品（コピー商品）が大量に出回るようになっていた。（フジゲン株式会社(富士弦楽器製造株式会社。1960年創立)が、星野楽器の「アイバニーズ」や神田商会の「グレコ」といったブランドでギブソンやフェンダーなどの有名ブランドのエレキギターの模倣品（コピー商品）のOEM楽器製造へとシフトしていた。）
1977年、ギブソン社はフジゲン株式会社ら日本の模倣品メーカーを相手に訴訟を行った。しかし、訴訟のうちの、商標に関しては、フジゲンらがすでに日本で「レスポール」などを商標登録済みでギブソンが敗訴する結果となり、フジゲンがギブソンに商標譲渡で和解。フジゲン・神田商会・ヤマハなどが共同でコピー品の自粛呼びかけ広告を出した。
1974年から1984年にかけて、ギブソンギターの製造の中心はカラマズーからテネシー州ナッシュビルへと順次移転した。
1984年、ギブソン社、ミシガン州のカラマズー工場閉鎖。
ただし、年齢など様々な要因でナッシュビルに移ることが出来なかった職人達が中心となってカラマズー工場の操業が続けられ、1985年、ギブソンの元社員5名がカラマズー工場の機材を買取り、ヘリテージ・ギターズが設立された。（カラマズーで「ヘリテージ」ブランドで製造されるようになったギターは「もう一つのギブソン」または「古き良きギブソン」と呼ばれることもある。）
1986年、ヘンリー・ジャスコヴィッツ、デイヴ・ベリーマンなどにギブソン社は買収され、新たな体制の下、会社の再編が行われていく。翌1987年、カントリー・ジェントルマンを発売。
2012年1月、音響機器メーカーオンキヨーに資本参加、13.40%の株式を保有し第2位の大株主となり、さらに、同年同月にオンキヨーと資本提携をしたティアックと、2013年3月29日資本・業務提携契約を締結することで合意した旨発表、4月1日から株式公開買付けを開始、5月9日付でティアックを子会社化した。
2013年、ティアックを子会社化、ローランドからCakewalk社を買収。2014年、フィリップスの音響機器部門を買収。
2014年、米ギブソン・ブランズ(テネシー州)が、オランダの電機大手フィリップスの音響機器部門を1億3500万ドルで買収。子会社のティアックが発表。
2015年よりオートチューニングシステムGibson G-FORCEを採用。2016年まで。
2017年、米国内に3つある生産拠点の一つメンフィス工場の、規模を縮小し移転。
6月、過去10年間でエレキギターの販売数が、年間約150万台から年間100万台と急激に低下したため、二大企業のギブソンとフェンダーは負債を抱え、業界3位のPRSは人員削減と安価なギターの生産拡大を迫られた、と報じられた。
2018年2月には、経営危機に直面しており、販売の伸び悩みに加え返却期限の迫る債務が負担になっているとされた。
5月1日、連邦破産法第11章の適用をデラウェア州の裁判所に申請、楽器製造などの事業を継続しつつ、経営の立て直しを目指す。負債総額は最大5億ドルに上るとみられている。
債務再編の一環として、同社は不採算のギブソンイノベーション部門を閉鎖して清算し、ギブソンが楽器などの最も収益性の高い事業に集中できるようにした。さらに、既存の事業を維持するために、既存の債権者から1億3500万ドルが提供された。
9月6日、同社は第11章からの再編計画について、世界的な和解に達したと発表した。この計画の下で、同社は「実質的に債務のない」中核的な楽器事業に注力する。JuszkiewiczはCEOを辞任し、コンサルタントの役割を引き受けた。
10月23日、同社は新しい社長兼最高経営責任者CEOにJames Curleigh("JC" ）を任命すると発表した。 最高財務責任者CFOにはキム・マトゥーンが、Chief Merchant Officer（最高商務責任者）にはCesar Gueikianが、チーフプロダクションオフィサーCPO（最高製造責任者）にはクリスチャン・シュミッツが任命された。
2018年の破産によってギブソンとエピフォンのブランドの収益性が高いレスポールやES-335、アコースティック・ギターの生産は中断されなかったが、約90年間続いてきたL5やES-175などのアーチトップ・ギターの生産は、現在全て停止となっている。

## 製造品
ギブソンブランドで販売した物のみを記述(買収、吸収したブランドは除く)。
- ギブソンの看板商品であるレスポール・モデル
- ES-335
- ES-175
- エクスプローラー
- J-200モデル

### アコースティック・ギター
- J-200
- J-185
- J-180
- J-165EC
- J-45
- J-50 - J-45のナチュラル・フィニッシュ・カラー。
- B-25
- L-00
- L-1
- ヘリテイジ（カスタム）(heritage（custom））
- LG-0
- LG-1
- LG-2
- アドバンスジャンボ (Advanced Jumbo)
- ブルースキング (Blues King)
- カントリーウェスタン (Country Western)
- ダヴ (Dove)
- ハミングバード (Hummingbird)
- ソングライター (Song Writer)
- サザンジャンボ (Southern Jumbo)

### エレクトリック・ギター
- J-160E (エレクトリック・アコースティック)
- EDS-1275
- ES-175
- ES-330
- ES-335
- ES-345
- ES-355
- カントリー・ジェントルマン
- テネシアン
- Super 400 CES
- RD
- SG
- エクスプローラー (Explorer)
- ファイヤーバード (Firebird)
- フライングV (Flying V)
- マローダー (Marauder)
- モダーン (Modern)
- レスポール・モデル (Les Paul Model)
- L-5
- L6-S
- メロディ・メイカー (Melody Maker)
- ジョニースミス

### エレクトリックベース
- EB-0
- EB-1
- EB-2
- EB-3
- EB-4
- グラバー
- サンダーバード
- リッパー
- レスポール・ベース

### フラットマンドリン
- ギブソン・Aシリーズ
- ギブソン・F5G
- ギブソン・F5L Fern
- ギブソン・F12
- その他Fタイプフラットマンドリン

### バンジョー
- ギブソン・アールスクラッグスシリーズ
- ギブソン・RBシリーズ
- ギブソン・フリントヒルスペシャル
- ギブソン・グラナダモデル

### その他
- アンプ
- 弦
- ピック
- ストラップ
- ピックアップ
  - P-90
  - PAF

## 使用する木材
楽器としてのこだわりから、良質の木材を使用している。2009年、アメリカの司法当局は、ギブソンが木材の違法輸入をしているとして捜査を開始。捜査の過程で、26万ドル分もの木材の差押を受けている。結果的に、マダガスカルから黒檀を違法輸入したとして、30万ドルの罰金を命じられている。

## 日本
ギブソンは日本国内に自社工場は所有していない。
ただし1980年代後半から1990年代には創業者の名に因んだ「オービル (Orville)」 というギブソン社公認のブランドのギターが日本に存在し、日本の楽器製造業者数社（フジゲンや寺田楽器）で製造し、日本における他社の安価なコピーモデルを牽制する目的で、レスポールやSGなど、またチェットアトキンス・エレガットに至るまで、ギブソン社の製品より手頃な価格で販売していた。その後「オービル」ブランドの生産は終了し、「エピフォン」ブランドに引き継がれた。
2006年12月末、日本国内の輸入代理店であった山野楽器は、米国ギブソン社との輸入代理店契約を終了。2007年1月をもって公式ウェブサイトGibson Official Fan Club JapanおよびEpiphone Official Site Japan（共にgibson.jp内）の運営を終了した。
2007年6月、Gibson USA出資の日本法人GIBSON GUITAR CORPORATION JAPANが設立され、初代代表取締役社長に岩撫安彦（フェンダー・カスタムショップに在籍した経歴とギター関連の著作で知られる人物）が就任。日本国内の自社工場は所有していないが、東京都内にショールームを開設した。
2012年、旧代理店時代には垣根のない小売店への卸販売が行われていたが、2012年7月現在では国内の限定された楽器店のみGibson製品の流通販売が行われていた。
2014年7月、米Gibson Brands(ギブソン)の世界初となるショールームが東京・八重洲にオープンした(元・オンキヨーのショールーム)
2016年7月時点でギブソン・ジャパンの「本社所在地」はショールームのある八重洲のビルの6Fと表示された（前住所の銀座1丁目8−14のオフィスは閉鎖されたと推察された）。またギブソン・ジャパンの会社HPも閉鎖された状態になっていた。
2017年12月、東京・八重洲に設置したショールームを閉鎖。